# 王千源 (俳優)
王千源（ワン・チエンユエン、Wang Qian-Yuan、1973年6月23日 - ）は、中華人民共和国の俳優。

## 経歴
1967年6月27日生まれ。遼寧省瀋陽市出身。中央戯劇学院卒業。

## 出演作品

### 映画
- 赢家（1994年）
- 征服死亡地带（1995年）
- 始皇帝暗殺 荆轲刺秦王（1998年）
- 婚前别恋（1998年）
- 山顶上的钟声（1998年）
- 走到底（1999年）
- 欢乐公主（1999年）
- 大戏小戏（1999年）
- 法官老张轶事（2000年）
- きれいなおかあさん 漂亮妈妈（2000年）
- 即日帰国 即日启程（2008年）日本ではNetflixで配信
- 老丁的春天（2009年）
- 鋼のピアノ 钢的琴（2010年）第23回東京国際映画祭で上映
- ブレイド・マスター 绣春刀（2014年）
- 有一天（2014年）
- The Crossing -ザ・クロッシング- Part I 太平轮（2014年）
- 黄金時代 黄金时代（2014年）第27回東京国際映画祭で上映
- The Crossing -ザ・クロッシング- Part II 太平轮 彼岸（2015年）
- 誘拐捜査 解救吾先生（2015年）
- 一切都好（2016年）
- 奔愛（2016年）
- 健忘村 健忘村（2017年）※アジアフォーカス・福岡国際映画祭2017、第9回京都ヒストリカ国際映画祭で上映
- 夜色撩人（2017年）
- ピースブレーカー 破・局（2017年）
- スカイハンター 空天猟 空天猎（2017年）
- 龙虾刑警（2018年）
- 那些女人（2018年）
- SHADOW/影武者 影（2018年）
- ビッグ・ショット “大”人物（2018年）
- 愛しの母国 我和我的祖国（2019年）
- 你是凶手（2019年）
- エイト・ハンドレッド 戦場の英雄たち 八佰（2020年）
- オーヴァーヒート 最後の制裁 除暴（2020年）
- フラッシュオーバー 炎の消防隊 驚天救援（2023年）

### テレビドラマ
- 危情时刻（1997年）
- 老三届（1997年）
- 致命邂逅（1998年）
- 有爱的日子（1999年）
- 真相（2000年）
- 最愛（2000年）
- 空镜子（2001年）
- 中关村（2001年）
- 爱情滋味（2001年）
- 金锁记（2002年）
- 浪漫的事（2003年）
- 零距离（2004年）
- 男人女人向前走（2004年）
- 追赶我可能丢了的爱情（2004年）
- 爸爸，别哭（2005年）
- 红色追击令（2005年）
- 中国脊梁（2005年）
- 海闊天空（2005年）
- 不能失去你（2005年）
- 开盘（2006年）
- 五号特工组（2006年）
- 关中男人（2006年）
- 国家宝藏之觐天宝匣（2007年）
- 亲爱的敌人（2008年）
- 三七撞上二十一（2008年）
- 复婚（2009年）
- 永不回头（2009年）
- 地道战（2009年）
- 说谎的爱人（2010年）
- 异镇（2013年）
- 食来孕转（2014年）
- 湄公河大案（2014年）
- 家族荣誉（2014年）
- 我爱男保姆（2015年）
- 决胜（2016年）
- 黎明决战（2017年）
- 猴票（2017年）
- 海上牧雲記 〜3つの予言と王朝の謎 九州·海上牧云记（2017年）
- 决币（2017年）
- 七日生（2019年）
- 逃れられない運命－在劫難逃－ 在劫难逃（2020年）
- 美好的日子（2021年）